# Les Délices de Tokyo
Pour l’article homonyme, voir Les Délices de Tokyo (roman).
Pour plus de détails, voir Fiche technique et Distribution.
Les Délices de Tokyo (あん, An) est un film franco-germano-japonais réalisé par Naomi Kawase, sorti en 2015 au Japon, tiré du roman homonyme de Durian Sukegawa.
Le film se déroule à Tokyo, où le patron d'une échoppe de pâtisserie traditionnelle est surpris par l'insistance d'une vieille dame à vouloir travailler à ses côtés.

## Synopsis
Un homme d'environ quarante ans, Sentaro, tient seul une petite boutique de dorayaki qui attire surtout des collégiennes. Elles l'énervent, sauf une qui reste sur sa réserve, Wakana, qui envisage de quitter l'école pour travailler dans sa boutique. Un jour, une vieille dame de 76 ans nommée Tokue se présente, attirée par les cerisiers, l'odeur sucrée, et l'affichette d'offre d'emploi. Elle veut travailler, même pour un tout petit salaire. Le tenancier l'éconduit et lui offre un dorayaki. Elle revient avec un échantillon de sa propre pâte de haricots rouges et continue à admirer les cerisiers en fleurs. Sentaro, qui n'a jamais pu manger entièrement un dorayaki, parce qu'il n'aime pas le sucré et qu'il travaille avec des produits industriels, apprécie enfin.
Tokue confectionne des dorayaki particulièrement délicieux composés de petites crêpes et de haricots rouges confits qui les fourrent. Sentaro accepte de l'embaucher, mais Tokue impose sa recette exigeante et longue. Les clients affluent, en redemandent. Wakana et Tokue discutent.
Mais la présence active de Tokue pose problème : la déformation de ses mains, son adresse (celui d'une ancienne léproserie devenu sanatorium), tout indique que la vieille dame est une ancienne lépreuse, et la propriétaire de la boutique dans laquelle travaille Sentaro exige qu'elle parte. Mais Sentaro boit trop, pour oublier. Néanmoins Tokue le remplace une journée entière. Mais, la rumeur se répand à propos de Tokue, et la clientèle fuit. Sentaro a pris ce travail alimentaire pour rembourser de grosses dettes : par le passé, il fut condamné à la suite d'une rixe qui laissa la victime handicapée, le mari de sa patronne se porta alors caution pour payer les dommages et intérêts. Sentaro doit donc obéir. Il lui demande de rentrer chez elle, Tokue ne reviendra pas. Rien ne s'arrange pour autant.
Enfant unique, pas heureuse chez sa mère, Wakana fugue, avec son canari, et cherche à le placer chez Sentaro, ou chez Tokue. Un bus les dépose à l'entrée du sanatorium, un monde à part, comme un ancien village oublié, zone interdite, rempli de grands arbres, et de vieilles personnes, qui rient, travaillent. Dans une salle commune, qui ressemble à un salon de thé, ils rencontrent Tokue, fatiguée mais heureuse de les revoir, qui leur présente sa vieille amie, aux mains bien plus déformées que les siennes, experte en gâteaux occidentaux et en pâte de haricots rouges salés aux algues. Tokue remercie Sentaro du temps passé ensemble à la boutique.
Sentaro, qui se sent coupable de ne pas avoir su protéger Tokue, travaille à l'élaboration de nouveaux gâteaux avec Wakana, lorsque la propriétaire apparaît, l'informant que la boutique va être modifiée pour désormais vendre en plus des okonomiyaki faits par son neveu, qui sera le futur patron. Sentaro explique à Tokue dans une lettre comment il en est arrivé à vendre des dorayaki, mais lorsqu'il va lui apporter la lettre avec Wakana, il découvre qu'elle est morte trois jours plus tôt d'une pneumonie. Tokue lui lègue son équipement de cuisine, ainsi qu'une cassette audio d'adieu.
Wakana, en tenue d'écolière, passe devant la boutique en travaux, sans Sentaro, qui a installé son stand dans un parc à l'occasion de hanami, où il s'époumone, avec le sourire, à vendre ses dorayaki.

## Fiche technique
- Titre original : An (あん?, litt. « pâte de haricot azuki »)
- Titre français : Les Délices de Tokyo
- Réalisation : Naomi Kawase
- Scénario : Naomi Kawase, d'après le roman Les Délices de Tokyo de Durian Sukegawa
- Musique : David Hadjadj
- Photographie : Shigeki Akiyama
- Montage : Tina Baz
- Décors : Kyōko Heya (ja)
- Production : Kōichirō Fukushima
- Pays de production :  Japon,  France,  Allemagne
- Langue originale : japonais
- Genre(s) : drame
- Durée : 113 minutes[1]
- Dates de sortie :
  - Japon : 30 mai 2015[1]
  - Allemagne : 31 décembre 2015
  - France : 27 janvier 2016[2]
  - Belgique : 10 février 2016

## Distribution
- Kirin Kiki (VFB : Monique Clémont) : Tokue
- Masatoshi Nagase (VFB : Laurent Bonnet) : Sentaro
- Kyara Uchida (ja) (VFB : Élizabeth Guinand) : Wakana
- Miki Mizuno
- Miu Takeuchi (ja)
- Saki Takahashi (ja)
- Yurie Murata (ja)
- Taiga (ja) : Yōhei
- Wakato Kanematsu (ja)
- Miyoko Asada (en) (VFB : Fabienne Loriau) : la propriétaire
- Etsuko Ichihara (VFB : Carine Séront) : Yoshiko

## Production

### Tournage
Le film a été tourné dans la ville de Higashimurayama, préfecture de Tokyo, où se trouve le véritable sanatorium Tama Zenshōen pour lépreux.

## Autour du film
- Le titre original du film An désigne les haricots rouges confits.
- Bien que l'isolement obligatoire des lépreux en léproserie ait été abolie au Japon en 1996, il reste une forme d'exclusion sociale à l'égard des anciens malades comme l'évoque le film.

## Distinctions

### Récompenses
- Prix Hōchi de la meilleure actrice pour Kirin Kiki[4]
- Festival international du film de La Rochelle : prix Jean Lescure des Cinémas Art et Essai, ex æquo avec La Tortue rouge

### Sélection
- Festival de Cannes 2015 : sélection dans la catégorie « Un certain regard »[5]